# سو 2 (فلم)
سو 2 (بالإنجليزية: Saw II) هو الفيلم الثاني من سلسلة أفلام الرعب سو صدر بتاريخ 28 أكتوبر، 2005. قام دارين ليه بوسمان بإخراج الفيلم والمشاركة في كتابة النص مع الكاتب ليه وانيل. الفيلم (وبصرف النظر عن المشاهد الخارجية) صور في مبنى واحد على مدى 25 يوما الفيلم مبني على عامل الرعب النفسي لجل المشاهد في ربكة عند مشاهدة الفيلم حصل الفيلم على ثلاث جوائز بسبب استغلاله عامل الرعب النفسي.

## الممثلين
| الممثل          | الدور               |
| --------------- | ------------------- |
| داني والبيرغ    | المحقق إيريك ماثيوس |
| شاوني سميث      | أماندا              |
| توبين بيل       | جيغسو               |
| إيمانيويل فوجير | أديسون              |
| فرانكي جي       | خافير               |
| دينا ماير       | المحققة اليسون كيري |
| بيفيرلي ميتشيل  | لورا                |
| غلين بلامر      | جوناس               |
| ليريك بينت      | ريج                 |
| تيم برد         | أوبي                |
| توني نابو       | جوس                 |
| ايريك كنودسين   | دانيال ماثيوس       |
| ناعوم جنكينز    | مايكل               |
| كيلي جونز       | بيت                 |

## وصلات خارجية
- الموقع الرسمي ونادي معجبي سو
- الموقع الرسمي ونادي معجبي توبين بيل
- الموقع الرسمي نسخة محفوظة 2 أكتوبر 2007 على موقع واي باك مشين.
- مقالات تستعمل روابط فنية بلا صلة مع ويكي بيانات